# Procelariídeos
Procelariídeos (Procellariidae) é uma família de aves marinhas procelariformes que inclui as pardelas — pequenos pássaros marítimos também chamados bobos, petréis, cagarras ou cagarros, pardelões, grazinas ou freiras. As aves procelarídeas são excelentes voadoras e passam a maioria do tempo voando sobre os oceanos. O grupo habita preferencialmente o hemisfério sul, nos oceanos de águas frias e temperadas.

## Géneros
- Bulweria, alma-negra
- Calonectris, cagaras ou cagarros
- Fulmarus, fulmares ou pardelões
- Macronetes, pardelões-gigantes ou petréis-gigantes
- Procellaria, pardelas
- Pterodroma, grazinas ou freiras
- Puffinus, bobos ou pardelas
- Daption, petréis
- Halobaena, petréis
- Lugensa, petréis
- Pachyptila, faigões
- Pagodroma, petréis
- Thalassoica, petréis